# Marek Cholewa
Marek Piotr Cholewa (ur. 1 lipca 1963 w Sosnowcu) – polski hokeista. Wychowanek Zagłębia Sosnowiec, reprezentant kraju, trzykrotny olimpijczyk z 1984, 1988 i Albertville 1992. Po zakończeniu kariery zawodniczej był m.in. szkoleniowcem grup młodzieżowych w MOSiR Sosnowiec.

## Kariera klubowa
W ciągu 23 sezonów w najwyższej klasie rozgrywkowej w Polsce (Ekstralidze i PHL) rozegrał 757 spotkań, co daje mu 2. miejsce w historii pod tym względem, zdobywając 140 bramek. 

- Zagłębie Sosnowiec (1980–1990)
- Unia Oświęcim (1990–1995)
- SK Karviná (1995–1996)
- Unia Oświęcim (1996–1998)
- KTH Krynica (1998–1999)
- SMS Warszawa (1998–1999)
- GKS Tychy (1999–2000)
- Zagłębie Sosnowiec (2000–2003)
- KH Sanok (2003–2004)[1]
- Zagłębie Sosnowiec (2004–2005, 2006)[2]

## Kariera reprezentacyjna
W latach 1983–1998 seniorskiej reprezentacji Polski rozegrał 169 oficjalnych meczów międzypaństwowych, strzelając w nich 19 bramek. Wystąpił na trzech igrzyskach olimpijskich w Sarajewie (1984), Calgary (1988) i Albertville (1992) oraz dziesięciu mistrzostwach świata (1983, 1985, 1986, 1987, 1990, 1991, 1993, 1994, 1996, 1997). Łącznie na turniejach IO i MŚ wystąpił w 81 meczach, zdobywając 10 goli. W 1994 r. wybrano go najlepszym obrońcą mistrzostw świata Grupy B w Kopenhadze. Po wygraniu przez Polskę mistrzostw świata Grupy B w 1985 i uzyskanym awansie do Grupy A został odznaczony Brązowym Medalem za Wybitne Osiągnięcia Sportowe.

## Sukcesy
Reprezentacyjne
- Awans do Grupy A mistrzostw świata: 1991

Klubowe
- Złoty medal mistrzostw Polski (5 razy): 1982, 1983, 1985 z Zagłębiem i 1992, 1998 z Unią
- Srebrny medal mistrzostw Polski (6 razy): 1984 z Zagłębiem oraz 1993, 1994, 1995, 1997 z Unią i 1999 z KTH Krynica
- Brązowy medal mistrzostw Polski (2 razy): 1988, 1990 z Zagłębiem